# Lake Heaton
Der Lake Heaton ist ein See im Rangitikei District der Region Manawatū-Whanganui auf der Nordinsel von Neuseeland.

## Geographie
Der Lake Heaton befindet sich rund 5,5 km südwestlich von Marton und 9,95 km ostnordöstlich der Westküste zur Tasmansee. Der See umfasst eine Fläche von 14 Hektar, misst in seiner Länge rund 725 m in Ost-West-Richtung und seiner maximalen Breite rund 295 m in Nord-Süd-Richtung. Die Uferlinie des Sees bemisst sich auf gut 2 km Länge. Seine maximale Tiefe beträgt 4,2 m.
Gespeist wir der Lake Heaton durch den Koitiata Stream, der den See auch westlich in Richtung Tasmansee entwässert. Das Wassereinzugsgebiet des Sees kommt auf eine Fläche von 956 Hektar und ist zumeist landwirtschaftlich geprägt.
Rund 540 m südlich ist der Nachbarsee Lake Bernhard zu finden und rund 580 m in nordwestlich Richtung der Lake Dudding.